# Copiopteryx sonthonnaxi
Copiopteryx sonthonnaxi är en fjärilsart som beskrevs av André. Copiopteryx sonthonnaxi ingår i släktet Copiopteryx och familjen påfågelsspinnare. Inga underarter finns listade i Catalogue of Life.